# Alvis Stormer

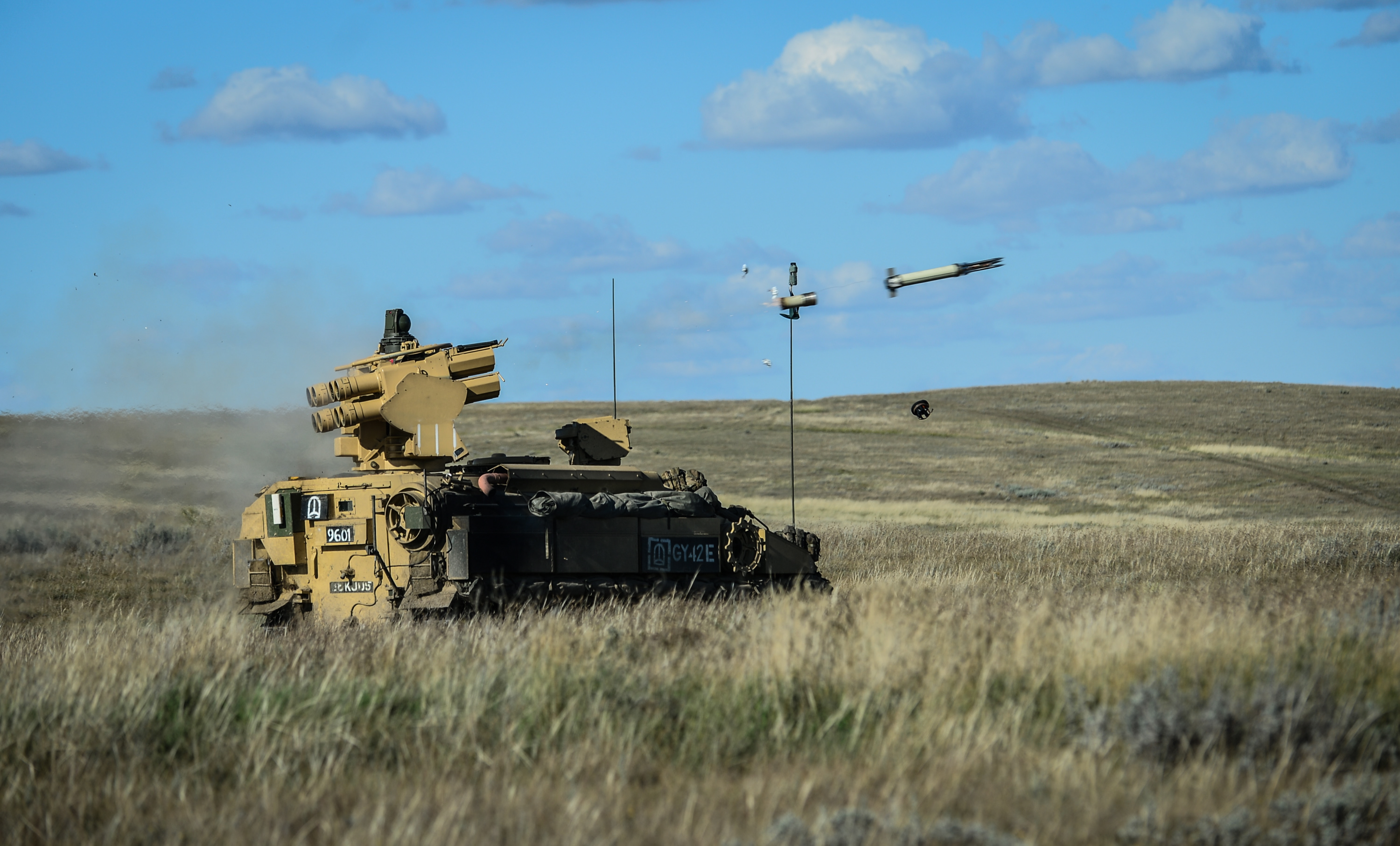
Stormer HVM стріляє Thales Starstreak

Alvis Stormer (тр. «Сто́рмер», укр. штурмовик) — сучасна військова броньована машина виробництва британської компанії Alvis Vickers, нині BAE Systems Land & Armaments. Stormer — це розробка транспортних засобів сімейства CVR(T) (Scorpion, Scimitar, Spartan тощо), по суті, більша, модернізована версія з додатковими колесами з кожного боку.

## Варіанти
Як і більшість сучасних БМП, Stormer можна випускати в кількох різних конфігураціях для різних ролей на полі бою. BAE продає його як оснащену багатьма комбінаціями, такими як двомісна башта, озброєна 25 мм гарматою; протиповітряна оборона (з гарматами або ракетами); інженерний транспортний засіб; евакуаційна машина; швидка допомога; міноукладач; 81 мм або 120 мм мінометоносець; машина управління; мостоукладач; і логістичний автомобіль. До додаткового обладнання входять ядерно-біологічно-хімічний захист, амфібійний комплект, пасивна апаратура нічного бачення, система кондиціонування повітря.

### Stormer HVM
Stormer HVM — зенітний ракетний комплекс на базі бронетранспортера, оснащений зенітними ракетами Starstreak або Martlet для протиповітряної оборони на невеликій відстані. Для запуску ракет машина має 8 пускових труб.

### Flat bed Stormer

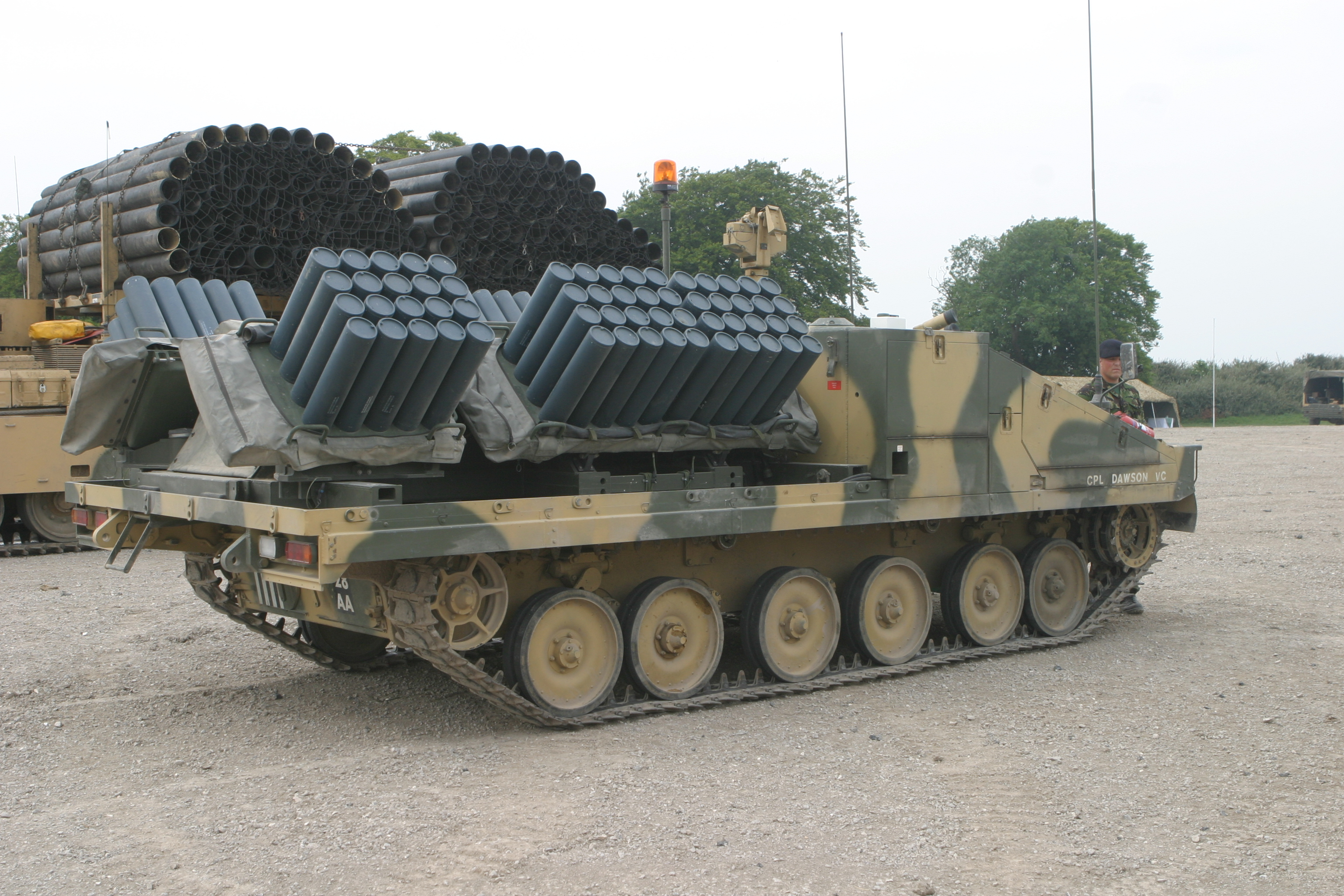
Stormer HVM з пласкою платформою

Stormer з пласкою платформою. Для транспортування системи мінного закладання Shielder використовується транспортна версія Stormer з плоскою платформою.

### Stormer 30
Stormer 30 — це розробка шасі Stormer для створення гусеничної розвідувальної машини. Це баштова версія Stormer[джерело?].
Озброєний 30 мм автоматичною гарматою Bushmaster II і з опцією ракетної установки TOW, яка може бути встановлена з будь-якого боку башти. Башта обертається на повне коло - на 360°, кут піднесення гармати може бути — від -45° до +60°. Скорострільність гармати — від одиночного пострілу до 200 пострілів за хвилину. Гармата має подвійну систему подачі боєприпасів із 180 снарядами, готовими до стрільби[джерело?].
Машина залишається[коли?] на стадії прототипу, і поки неясно, коли він надійде в експлуатацію. Автомобіль буде повністю транспортуватися повітряним шляхом на C-130 Hercules, які використовуються літаками Королівських ВПС, а також великими CH-53, які зараз перебувають на озброєнні союзників по НАТО та інших країн по всьому світу.

### Stormer Air Defence
Stormer Air Defence (with guns) — самохідна зенітна установка (озброєна кулеметами). Цей варіант передбачав установку подвійної пускової установки Stinger, а також 25-мм гармати GAU-12/U або 30-мм гармати GAU-13/A.
Stormer Air Defence (with missiles) — самохідна зенітна установка (озброєна ракетами Starstreak HVM).

### Інші варіанти
- Stormer 81-mm Mortar Carrier — самохідний 81-мм міномет.

- Stormer 120-mm Mortar Carrier — самохідний 120-мм міномет.

- Stormer Ambulance — броньована медична машина.

- Stormer Armoured Command Vehicle — командно-штабна машина.

- Stormer Armoured Control Vehicle — машина керування.

- Stormer Bridge Layer — мостоукладач.

- Stormer Engineer Vehicle — інженерна машина.

- Stormer Logistics Vehicle — машина постачання.

- Stormer Mine Layer — самохідний міноукладач.

- Stormer Recovery Vehicle — броньована ремонтно-евакуаційна машина.

## Технічні характеристики

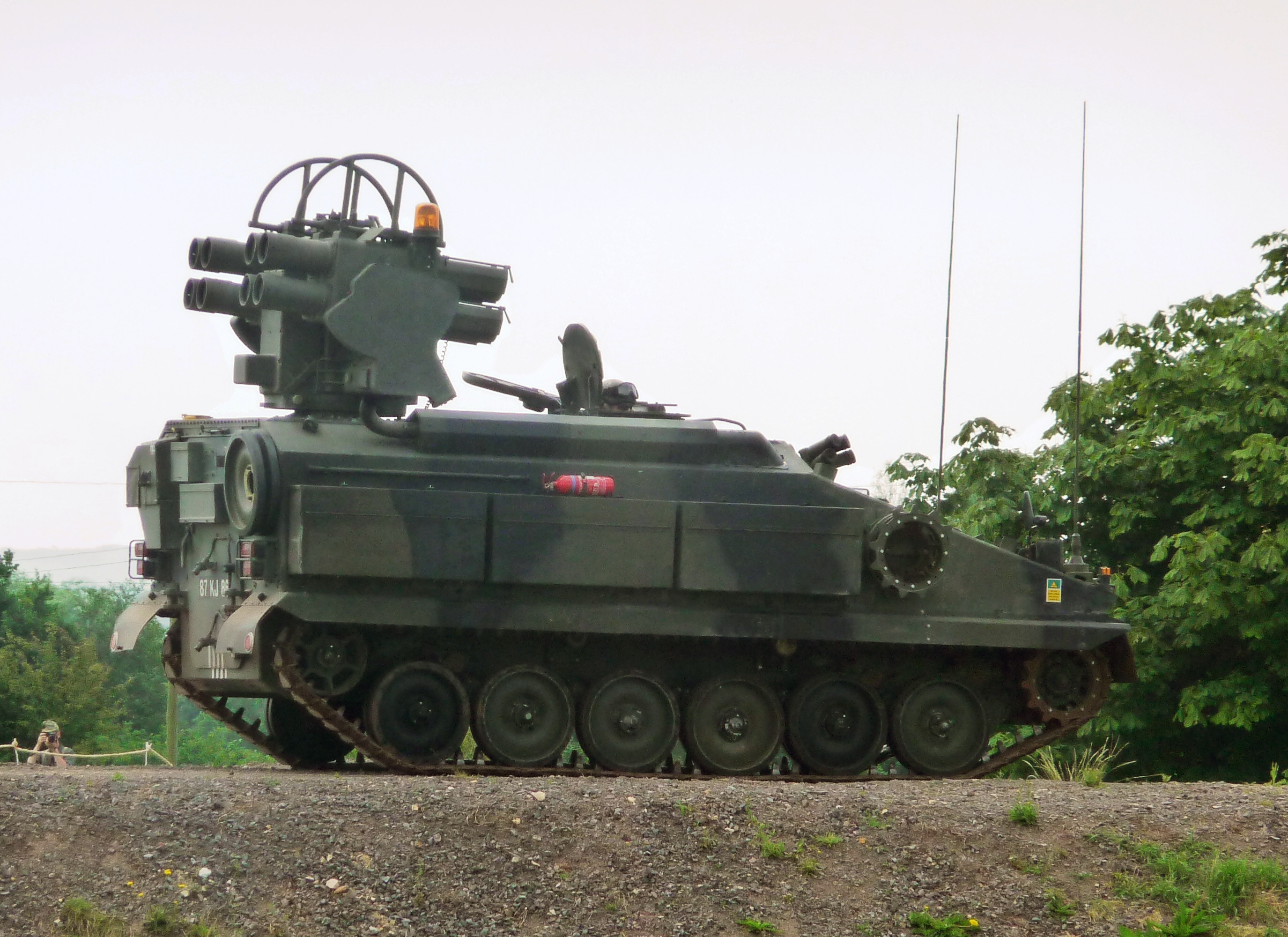
Stormer HVM з ракетами Starstreak

- Екіпаж: 3+8
- Озброєння: 1 х 7,62 мм стандартний кулемет, але залежить від версії
- Двигун: шестициліндровий дизельний Perkins T6.3544
- Довжина: 5,27 м (17 фут 3 дюйм)
- Ширина: 2,4 м (7 фут 10 дюйм)
- Висота: 2,27 м (7 фут 5 дюйм)
- Максимальна швидкість: 80 км/год
- Дальність: 650 км[3]

## Галерея

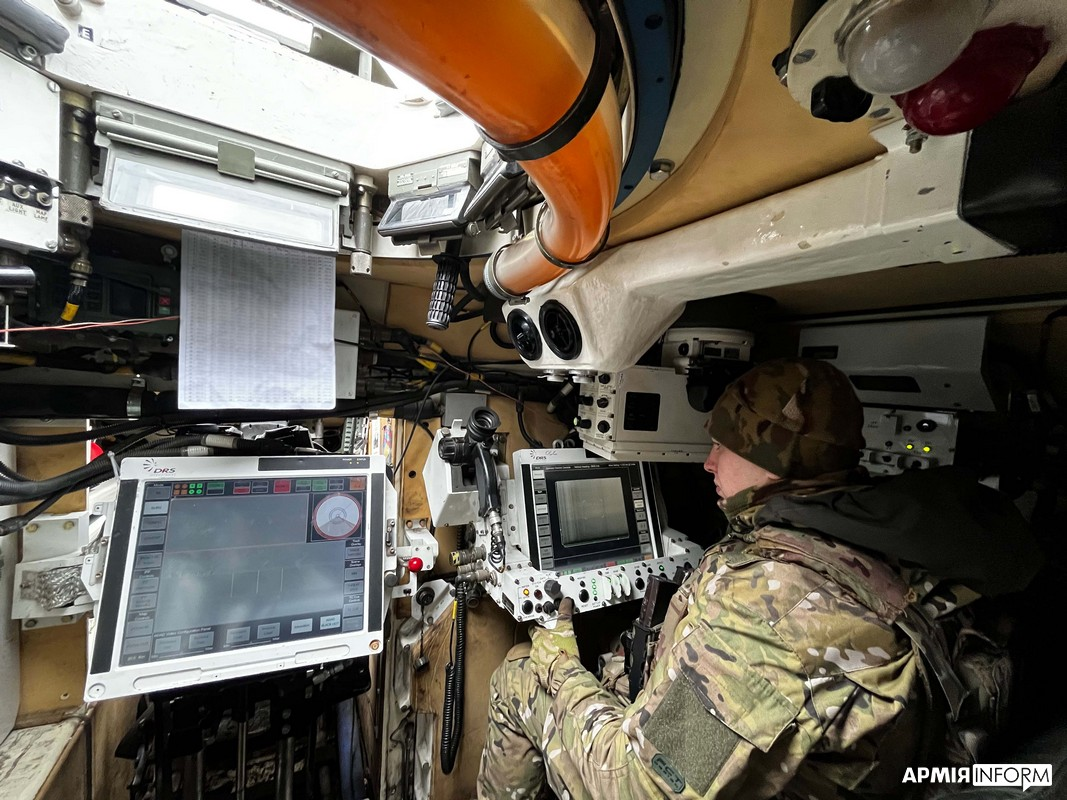
Бойове відділення Stormer HVM зсередини

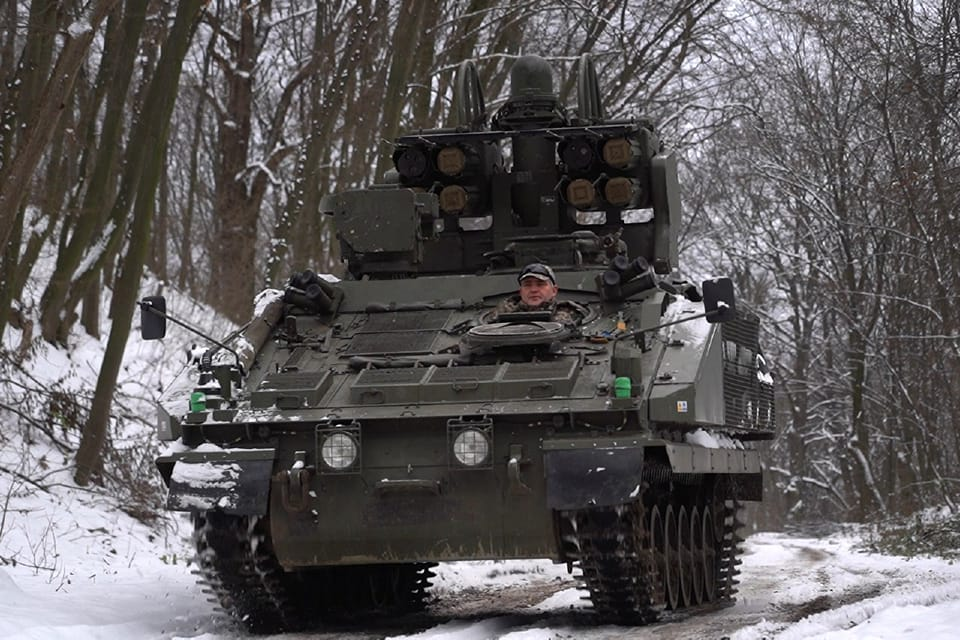
Stormer HVM Збройних сил України

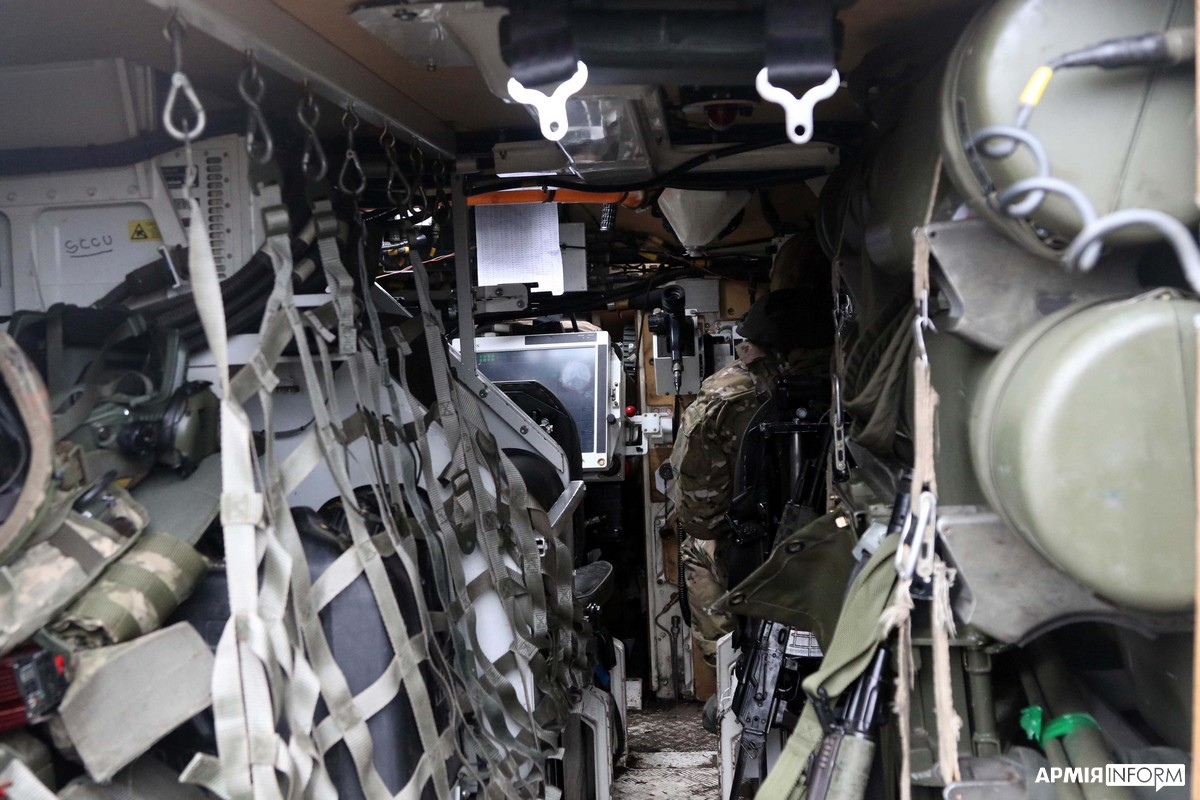
Бойове відділення Stormer HVM зсередини

## Оператори

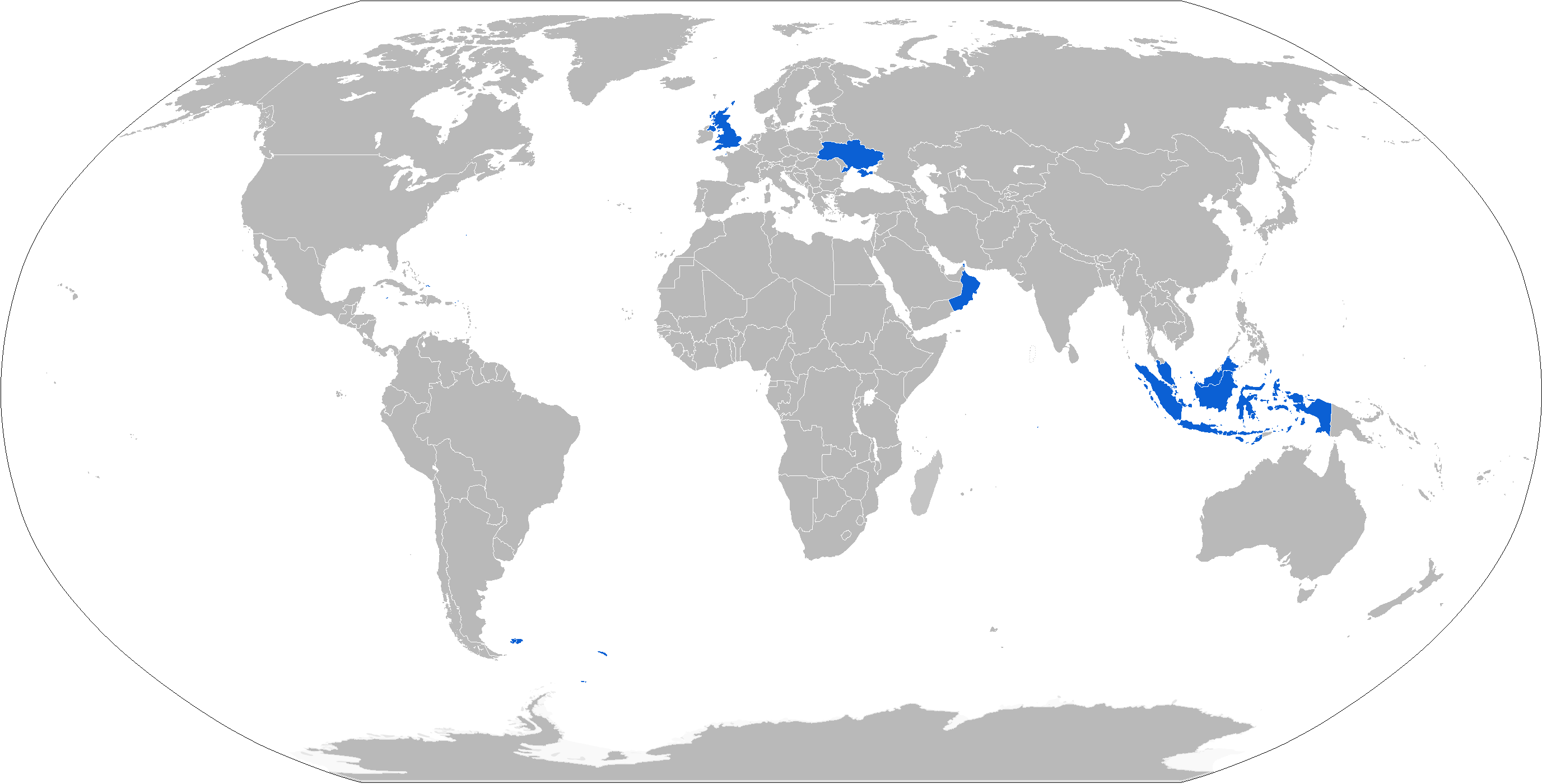
Карта операторів Stormer синього кольору

- Індонезія — 40
- Малайзія — 25 (retired)[4]
- Оман — 4
- Україна — щонайменше 6 ЗРК Stormer HVM з ракетами Starstreak було поставлено з 2022 для відбиття російської агресії.[5]
- Велика Британія — 151

## У масовій культурі
- Lucasfilm використав платформу Stormer як основу для вигаданого бойового штурмового танка TX-225 GAVw «Occupier», який можна побачити у фільмі «Бунтар Один: Історія Зоряних воєн».
- Stormer HVM з'являється в грі Project Reality (PRFB2) з британською армією Project Reality.
- Stormer HVM з'являється у відеогрі War Thunder з британськими наземними військами.